# بیگ ای لنگستن
اتوره ایوِن (به انگلیسی: Ettore Ewen) (زاده ۱ مارس ۱۹۸۶)، که در رینگ مسابقات با نام بیگ ای لنگستن و در حال حاضر بیگ ای بهتر شناخته می‌شود، یک کشتی‌گیر حرفه‌ای آمریکایی است. او در حال حاضر استخدام کمپانی دبلیودبلیوئی است.او در شو اسمکدان در مسابقه ای با همراهی کوفی کینگستون مقابل شیمس و ریج هالند دچار شکستگی گردن شد و از میادین دور شد‌.
از زمانی که در دبلیودبلیوئی مشغول به کار شده، دو بار قهرمان کمربند دبلیودبلیوئی تگ تیم همراه با کوفی کینگستون و زیویر وودز تحت عنوان گروه د نیو دی، یک‌بار قهرمان کمربند بین قاره‌ای و یک‌بار هم در ان ایکس تی سابق -قبل از اینکه به دبلیودبلیوئی بپیوندد- قهرمان کمربند ان‌ایکس‌تی شده‌است. همچنین ایون سابقه حضور در وزنه‌برداری قدرتی در عرصه ملی و ایالتی را دارد که رکوردهایی نیز در این زمینه داراست. همچنین وی قهرمان سابق کمربند دبلیودبلیوئی است که اولین قهرمانی او بود.